# Episodi di Modern Family (terza stagione)
La terza stagione della serie televisiva Modern Family è stata trasmessa dal 21 settembre 2011 al 23 maggio 2012 sul canale statunitense ABC, ottenendo un'audience media di 12.930.000 telespettatori e risultando la serie tv più seguita nella fascia 18-49 anni.
In Italia è stata trasmessa dal 2 aprile al 27 agosto 2012 su Fox, canale pay della piattaforma satellitare Sky Italia. In chiaro è stata trasmessa su MTV dal 4 al 19 febbraio 2013.

Immagine del cast dalla sigla della terza stagione

| nº | Titolo originale        | Titolo italiano         | Prima TV USA      | Prima TV Italia |
| -- | ----------------------- | ----------------------- | ----------------- | --------------- |
| 1  | Dude Ranch              | Una vacanza al ranch    | 21 settembre 2011 | 2 aprile 2012   |
| 2  | When Good Kids Go Bad   | Cattivi esempi          | 21 settembre 2011 | 9 aprile 2012   |
| 3  | Phil on Wire            | Camminare sulla fune    | 28 settembre 2011 | 16 aprile 2012  |
| 4  | Door to Door            | Porta a porta           | 5 ottobre 2011    | 23 aprile 2012  |
| 5  | Hit and Run             | Pirata della strada     | 12 ottobre 2011   | 30 aprile 2012  |
| 6  | Go Bullfrogs!           | Una serata di follie    | 19 ottobre 2011   | 7 maggio 2012   |
| 7  | Treehouse               | La casa sull'albero     | 2 novembre 2011   | 14 maggio 2012  |
| 8  | After the Fire          | Giornata di beneficenza | 16 novembre 2011  | 21 maggio 2012  |
| 9  | Punkin Chunkin          | Il lancio della zucca   | 23 novembre 2011  | 28 maggio 2012  |
| 10 | Express Christmas       | Natale espresso         | 7 dicembre 2011   | 4 giugno 2012   |
| 11 | Lifetime Supply         | Visita medica           | 4 gennaio 2012    | 11 giugno 2012  |
| 12 | Egg Drop                | Il lancio delle uova    | 11 gennaio 2012   | 18 giugno 2012  |
| 13 | Little Bo Bleep         | Faccia a faccia         | 18 gennaio 2012   | 25 giugno 2012  |
| 14 | Me? Jealous?            | Gelosie                 | 8 febbraio 2012   | 2 luglio 2012   |
| 15 | Aunt Mommy              | La madre surrogata      | 15 febbraio 2012  | 9 luglio 2012   |
| 16 | Virgin Territory        | Segreti di famiglia     | 22 febbraio 2012  | 16 luglio 2012  |
| 17 | Leap Day                | Un giorno speciale      | 29 febbraio 2012  | 23 luglio 2012  |
| 18 | Send Out the Clowns     | Amici di Facebook       | 14 marzo 2012     | 30 luglio 2012  |
| 19 | Election Day            | Campagna elettorale     | 11 aprile 2012    | 6 agosto 2012   |
| 20 | The Last Walt           | Addio Walt              | 18 aprile 2012    | 13 agosto 2012  |
| 21 | Planes, Trains and Cars | La decappottabile       | 2 maggio 2012     | 20 agosto 2012  |
| 22 | Disneyland              | Disneyland              | 9 maggio 2012     | 20 agosto 2012  |
| 23 | Tableau Vivant          | Convenienti bugie       | 16 maggio 2012    | 27 agosto 2012  |
| 24 | Baby on Board           | Bimbo a bordo           | 23 maggio 2012    | 27 agosto 2012  |

## Una vacanza al ranch
- Titolo originale: Dude Ranch
- Diretto da: Jason Winer
- Scritto da: Paul Corrigan, Brad Walsh e Dan O'Shannon

### Trama
L'intera famiglia si concede una vacanza in un ranch di Jackson Hole, nel Wyoming. Phil, per fare buona impressione sul suocero, si era esercitato nelle settimane precedenti, e difatti mostra buona abilità nelle attività da cowboy che i membri della famiglia sono chiamati a svolgere. Al viaggio partecipa anche Dylan, che chiede ad Haley di sposarlo. Claire si oppone immediatamente, ma anche la figlia, mostrandosi matura, non ha intenzione di farlo; il ragazzo alla fine deciderà di restare nel Wyoming, separandosi da Haley e accettando un lavoro in uno dei ranch della valle. Nel frattempo, Jay è distratto dal tentativo della loro guida, Hank, di corteggiare Gloria, mentre Mitchell, dopo aver reso definitiva la decisione di adottare un altro bambino con il compagno, inizia a pensare di non essere in grado di crescere un ragazzo. Cambierà idea dopo aver vissuto un'esperienza "da maschio" con Luke, con il quale fa saltare in aria una casetta per uccelli usando un petardo. Alex, intanto, conosce un ragazzo con il quale vivrà il suo primo bacio.
- Guest star: Tim Blake Nelson (Hank), Reid Ewing (Dylan).

## Cattivi esempi
- Titolo originale: When Good Kids Go Bad
- Diretto da: Michael Spiller
- Scritto da: Jeffrey Richman

### Trama
Mitchell e Cameron decidono di rendere partecipe il resto della famiglia della decisione di voler adottare un bambino, mentre si rendono conto che ciò potrebbe rappresentare un problema per Lily. La bambina sembra infatti molto contrariata, sia perché Cam ha sviluppato con lei un legame fin troppo forte, sia perché potrebbe aver copiato da Mitchell un atteggiamento volto a non condividere. Intanto, Phil, mentre fa la spesa al supermercato con la moglie, spinge involontariamente quest'ultima contro uno scaffale, senza accorgersene. Arrivati a casa Phil continua a negare di aver spinto Claire, mentre i figli non perdono occasione di ricordare come la madre voglia avere sempre ragione anche quando non ce l'ha. Claire, perciò, pur di dimostrare di non essere dalla parte del torto, riesce a mettere le mani sui filmati delle telecamere di sicurezza del supermercato, realizzando alla fine di poter avere un problema con l'esigenza di avere sempre ragione, ereditata forse dal padre. Manny si rende protagonista di un furto, prendendo un oggetto di una compagna di scuola che sta per trasferirsi in modo da tenerselo per ricordo. Spinto anche da Haley e Alex, che vogliono avere camere separate, Luke si trasferisce temporaneamente in soffitta.
- Guest star: Laurel Coppock (signorina Elaine).

## Camminare sulla fune
- Titolo originale: Phil on Wire
- Diretto da: Jason Winer
- Scritto da: Bianca Douglas e Danny Zuker (soggetto); Danny Zuker (sceneggiatura)

### Trama
Osservando un documentario sul funambolismo, Phil viene colto dalla voglia di provare a camminare su una fune. I primi tentativi non vanno per il meglio, ma, supportato dal figlio Luke, alla fine riuscirà ad attraversare il giardino camminando su una fune tesa a quasi due metri d'altezza. La moglie, intanto, prova a dare lezioni di vita alle figlie, che si ritrovano a frequentare una stessa lezione, ma fallisce nel dare il buon esempio confrontandosi con l'agente addetta al parcheggio della scuola. Cameron decide di intraprendere una nuova dieta, cosa che scombussola il suo comportamento, ma Mitchell decide di supportarlo seguendola anche lui. Tale rigida dieta, tuttavia, finisce per portarli entrambi sull'orlo della disperazione. Gloria, nel frattempo, diviene gelosa di Stella, il cane a cui Jay è forse eccessivamente legato.
- Guest star: Justin Kirk (Charlie Bingham), Lusia Strus (agente Blevin), Jenica Bergere (Janet).

## Porta a porta
- Titolo originale: Door to Door
- Diretto da: Chris Koch
- Scritto da: Bill Wrubel

### Trama

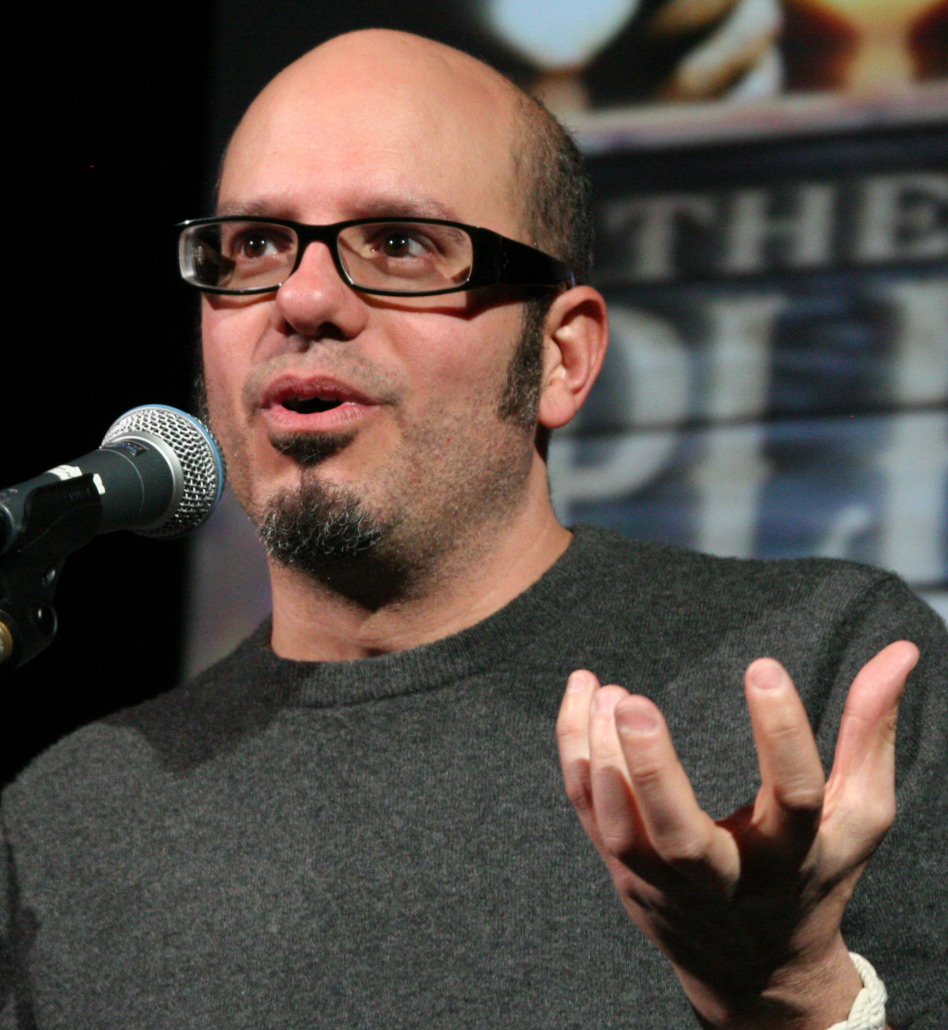
David Cross interpreta Duane Bailey

Claire ritiene che un incrocio stradale del suo quartiere sia molto pericoloso, pertanto decide di inoltrare una richiesta al municipio per l'installazione di un segnale di stop. Per conseguire il suo obiettivo necessita di cinquanta firme, quindi chiede aiuto ai familiari per la raccolta, ma inizialmente dovrà vedersela da sola. Intanto, Phil e Luke provano a produrre un video virale da pubblicare su YouTube. Gloria fa uscire il cane Stella fuori di casa, dimenticandosi di aver lasciato il cancello aperto. Il cane risulta presto scomparso, quindi chiede aiuto a Cam per ritrovarlo. Jay cerca invece di aiutare Manny nel vendere porta a porta della carta regalo, per un progetto scolastico, mentre Mitchell si lamenta per l'abitudine del compagno di lasciare l'appartamento sporco dopo aver cucinato, facendo ricadere l'onere delle pulizie sempre su di lui.
- Guest star: David Cross (Duane Bailey), Jordan Feldman (Olson).

## Pirata della strada
- Titolo originale: Hit and Run
- Diretto da: Jason Winer
- Scritto da: Elaine Ko

### Trama
Dopo che Claire vede respingersi la sua richiesta per il segnale di stop dal consigliere Duane Bailey, decide di candidarsi come consigliera comunale sfidando quest'ultimo, in corsa per la settima rielezione. Intanto Phil si rende conto di avere qualche problema nel gestire le emergenze domestiche senza l'aiuto della moglie. Mitchell e Cam, mentre sono in macchina, vengono tamponati da un uomo che fugge poco dopo l'incidente. Cam vorrebbe inseguirlo, ma Mitchell preferisce chiamare la polizia. Quando discutono dell'accaduto con il resto della famiglia, tutti sostengono che Cam avesse ragione, così Jay, Phil e lo stesso Cameron provano a dargli l'esempio di come comportarsi in certe situazioni andando a riscuotere personalmente da un ragazzo 900 dollari che aveva rubato truffando Haley e le sue amiche. Gloria vorrebbe essere più presa in considerazione dal marito nei suoi problemi di lavoro; alla fine Jay trova un modo in cui Gloria lo aiuti nel far firmare un contratto per la fornitura di mobili d'ufficio.
- Guest star: David Cross (Duane Bailey), Samm Levine (Josh).

## Una serata di follie
- Titolo originale: Go Bullfrogs!
- Diretto da: Scott Ellis
- Scritto da: Abraham Higginbotham

### Trama
Phil accompagna Haley a visitare il college che ha frequentato, sperando di far venire alla figlia un po' di entusiasmo nel continuare gli studi. Il resto dei bambini è ospitato da amici di famiglia, quindi finalmente Claire ha una serata da trascorrere all'insegna del relax e del divertimento. Chiede quindi a Mitchell e Cameron di portarla ad una festa, che questi due lasceranno presto, preferendo di rilassarsi a casa piuttosto che andare incontro ad una notte brava. Nel tornare a casa, il parcheggiatore dà loro la macchina sbagliata, mentre Claire, rimasta sola, finisce con il legare con uomo, Julian, che crede gay ma che si rivelerà invece eterosessuale. Manny invece prova a risolvere il suo problema con l'altezza in un buffo modo, mentre Jay è appassionato da una telenovela colombiana che aveva iniziato a guardare con la moglie.
- Guest star: Gilles Marini (Julian), Kevin Daniels (Longinus), Andrea Savage (Holly), Artemis Pebdani (Bethenny), Jordan Nichols (Ben Ford).

## La casa sull'albero
- Titolo originale: Treehouse
- Diretto da: Jason Winer
- Scritto da: Steven Levitan

### Trama

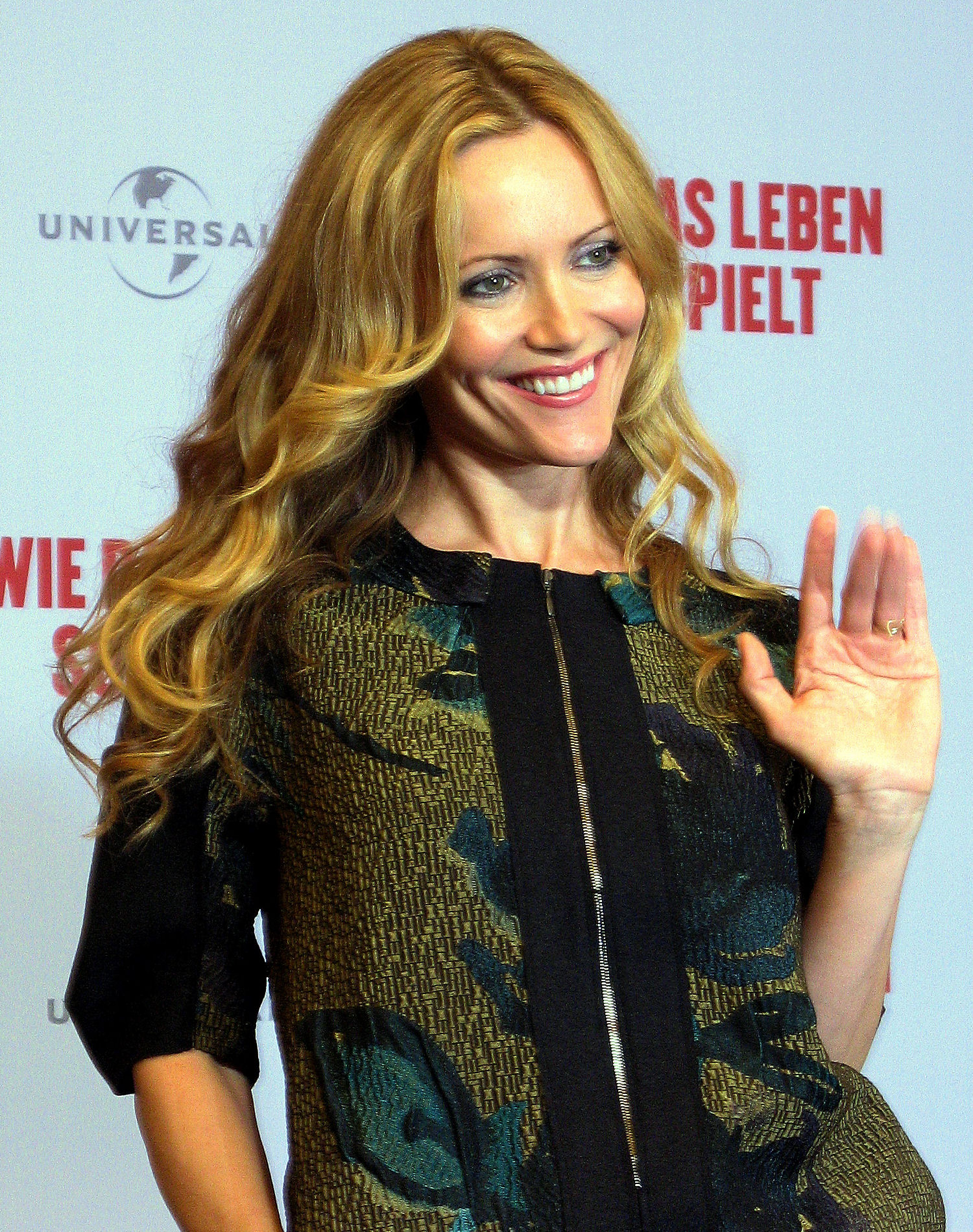
Leslie Mann interpreta Katie

Mentre Claire prova a dare una mano ad Haley nello scrivere un saggio per il college, finendo per lasciarla lontano da casa senza soldi e cellulare per farle vivere un'esperienza "traumatica" da raccontare, Phil decide di costruire una casa sull'albero per Luke, che però non sembra molto entusiasta della cosa. Grazie a tale occasione, Phil conoscerà il vicino di casa Andre, che incontra per la prima volta nonostante vivano accanto da molti anni. In un bar, Cameron viene sfidato a riuscire a conquistare una ragazza fingendosi eterosessuale. Cam riesce quindi a farsi dare il numero di una donna, Katie, credendo alla fine di averle fatto venire una cotta per lui. In realtà Katie aveva capito che Cam fosse omosessuale, e voleva solo conoscere un nuovo amico gay. Dopo aver ospitato a cena Shorty e la sua compagna Darlene, Jay prende ispirazione dall'amico per cercare di essere un po' più romantico con Gloria.
- Guest star: Leslie Mann (Katie), Chazz Palminteri (Shorty), Jennifer Tilly (Darlene), Craig Zimmerman (Crispin), Kevin Hart (Andre).

## Giornata di beneficenza
- Titolo originale: After the Fire
- Diretto da: Fred Savage
- Scritto da: Danny Zuker

### Trama
Tutta la famiglia è coinvolta nel raccogliere beni da donare ad una famiglia la cui casa è andata distrutta a causa di un incendio. Nell'occasione Claire ha modo di notare che Mitchell e Gloria sono molto legati e ciò le fa ricordare lo stesso tipo di rapporto che avevano il fratello e la madre naturale, finendo per vedere Gloria, poco più giovane di lei, come la sua nuova "mamma". Phil cura con dei massaggi un mal di schiena a Jay, che rimane positivamente sorpreso dalle sue abilità; nel frattempo Phil riceve anche un'offerta di lavoro in una nuova società immobiliare appena nata, in cui rivestirebbe una posizione superiore a quella coperta nell'azione dove lavora attualmente. Cam, invece, ha modo di dimostrare le proprie abilità alla guida di un camion.

## Il lancio della zucca
- Titolo originale: Punkin Chunkin
- Diretto da: Michael Spiller
- Scritto da: Ben Karlin

### Trama
Phil riceve la visita di un ragazzo che da piccolo abitava nel suo quartiere e con cui aveva uno stretto legame, Kenneth Ploufe. Kenneth era solito idolatrare Phil e ora, a suo dire traendo ispirazione da lui, è riuscito a diventare miliardario seguendo il suo istinto. Phil inizia quindi a pensare come mai anche lui non sia riuscito ad ottenere così tanto nella vita e si chiede se non sia colpa della moglie che frena sempre il suo entusiasmo. Jay, intanto, prova a fortificare il carattere di Manny cercando di convincere Gloria a non complimentarsi con lui per qualsiasi sciocchezza e di lasciare spazio a delle critiche. Mitchell, invece, questiona l'autenticità di alcune storie che Cam racconta riguardo alla sua infanzia. In particolare, non ritiene possibile che sia riuscito a lanciare una zucca da una parte all'altra di un campo da football; sull'argomento si dividerà l'intera famiglia, nel frattempo riunita per celebrare il giorno del ringraziamento, con Cam che tenterà di ripetere il lancio per provare a Jay, Mitchell e Claire di essere nel torto.
- Guest star: Josh Gad (Kenneth).

## Natale espresso
- Titolo originale: Express Christmas
- Diretto da: Michael Spiller
- Scritto da: Cindy Chupack

### Trama
A nove giorni dal Natale, sfruttando il caldo clima californiano, le tre famiglie sono riunite nella villa di Jay per prendere il sole e bagnarsi in piscina. Discutendo dei loro piani per le feste, si accorgono che a partire dal giorno successivo e fino all'anno nuovo almeno una famiglia sarà fuori città, quindi quel giorno è l'ultimo in cui possono celebrare tutti insieme il Santo Natale. Su proposta di Phil decidono quindi di organizzare un "Natale espresso", preparando una cena natalizia in poche ore, ma non tutto andrà per il meglio. Claire e Haley vanno a fare la spesa al supermercato, in cui faticheranno a trovare velocemente tutto il necessario. Phil, insieme a Manny, oltre a comprare anche lui generi alimentari si incontra con uno sconosciuto per comprare il regalo di Jay, una figurina firmata di Joe DiMaggio, per la quale è costretto a barattare parte della spesa, che però rovinerà con le sue mani dopo che il bambino lo colpisce accidentalmente con un taser che Gloria teneva nella sua auto per difesa personale. Gloria e Luke recuperano una decorazione natalizia che Dede aveva regalato ai suoi figli da piccoli, ma la buttano involontariamente per strada mentre la portano a casa di Phil e Claire, dove hanno deciso di effettuare la cena. Cam e Jay impacchettano i regali, mentre Mitchell, Alex e Lily comprano l'albero di Natale, che cadrà per strada, finendo investito e spezzato, durante il trasporto. Nel finale, quando quasi tutto sembra quindi andare storto, a salvare lo spirito natalizio ci pensa Jay, ordinando neve artificiale da scaricare in giardino.

## Visita medica
- Titolo originale: Lifetime Supply
- Diretto da: Chris Koch
- Scritto da: Jeffrey Richman e Bill Wrubel

### Trama

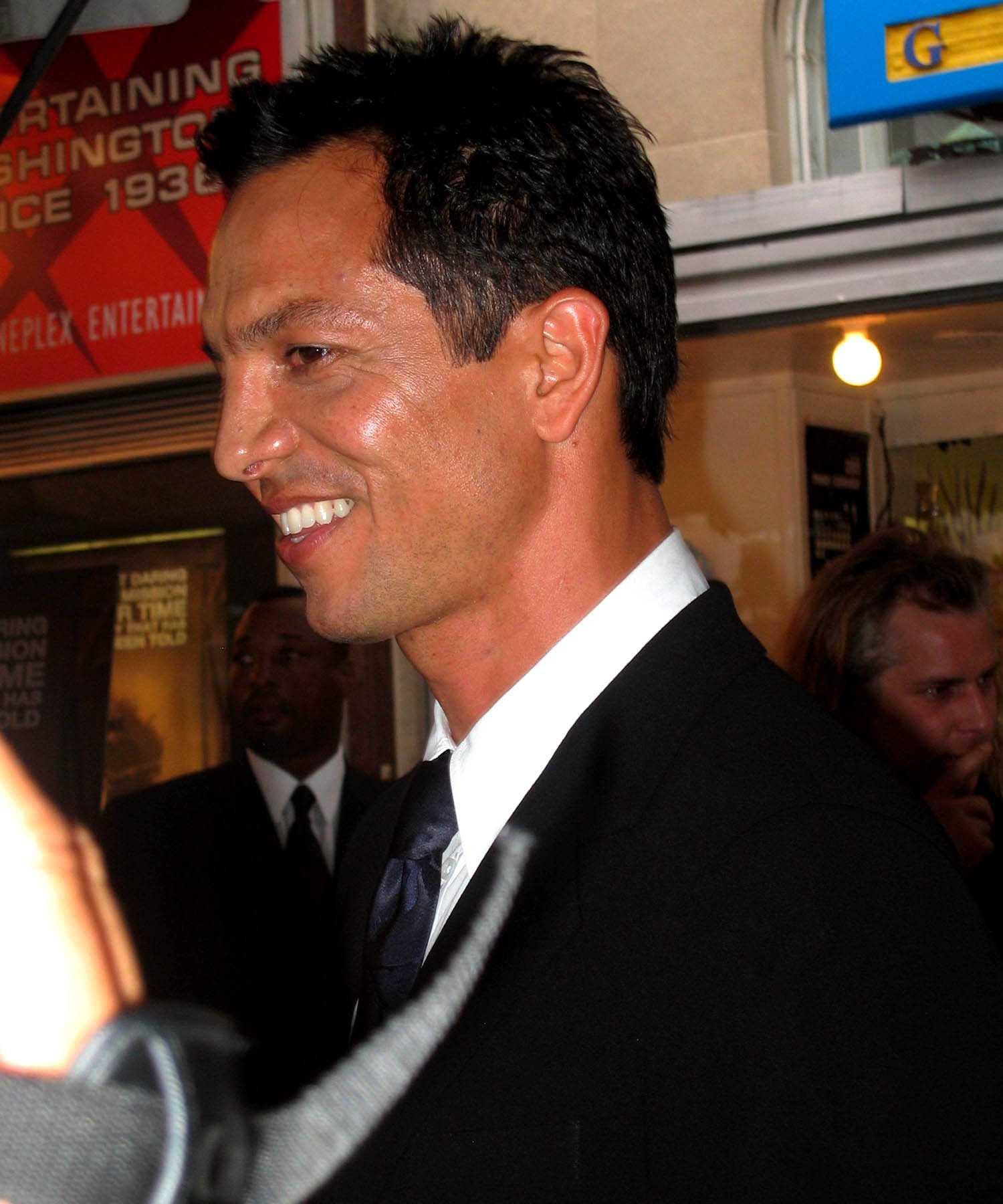
Benjamin Bratt interpreta Javier

Quando Phil si reca dal medico di fiducia per una visita di routine, questo lo invita a fare alcuni test dopo aver diagnosticato un dolore all'ascella, dicendogli che in caso di anomalie l'avrebbe chiamato. Passato qualche giorno, Phil si accorge di aver ricevuto una chiamata dal dottore in un momento in cui non era disponibile; prova quindi a richiamarlo, ma non riesce a mettersi in contatto. Nelle ore seguenti vivrà quindi momenti di panico pensando di aver contratto una qualche grave malattia, considerando un brutto segno anche il fatto che in quella stessa giornata aveva esaurito una scorta a vita di rasoi vinta ad un quiz quindici anni prima. Il resto della famiglia sarà coinvolto nella sua attesa di sapere il responso medico, ma alla fine verrà fuori che il dottore voleva solo un consulto immobiliare da Phil, che è perfettamente sano. Mitchell ottiene un riconoscimento nel settore del diritto ambientale, portando a casa una statuetta. Cam coglie quindi l'occasione per sfoggiare uno dei suoi premi che conservava in una vecchia scatola, ma Mitchell è inizialmente infastidito dalla cosa, pensando che il compagno sia geloso del suo successo. In realtà Cam fino a quel momento aveva tenuto nascosti molti premi importanti ottenuti in vari campi per evitare di mettere a disagio Mitchell. Intanto il padre di Manny, Javier, porta Jay e il figlio all'ippodromo.
- Guest star: Benjamin Bratt (Javier), Philip Baker Hall (Walt), Don Lake (dott. Sendroff), Steve Tom (Chip).

## Il lancio delle uova
- Titolo originale: Egg Drop
- Diretto da: Jason Winer
- Scritto da: Paul Corrigan e Brad Walsh

### Trama
A Luke e Manny viene assegnato come compito scolastico di costruire una protezione che sia in grado di proteggere un uovo dalla caduta dal primo piano di un palazzo. Jay e Claire, che non perdono occasione di competere l'un l'altro, sottraggono il lavoro ai bambini e lo trasformano in una sfida personale a chi riesce a far meglio. Nel frattempo, Phil chiede aiuto a Gloria e Haley nel tenere un seminario per nuovi potenziali venditori di case nella nuova società di cui fa parte, ma le due lo lasceranno da solo nel momento del bisogno, rovinando la sua performance. Intanto, Mitchell e Cameron ospitano Lindsay, una possibile madre biologica per il bambino che intendono adottare. La donna metterà alla prova la pazienza della coppia, dimostrando esigenze molto particolari, ma alla fine sembra convincersi di donare loro il suo bambino. Alla fine cambierà però idea, decidendo di tenere il bambino, sentendo Cam cantare If You Leave Me Now di Peter Cetera.
- Guest star: Zoe Jarman (Lindsay).

## Faccia a faccia
- Titolo originale: Little Bo Bleep
- Diretto da: Chris Koch
- Scritto da: Cindy Chupack

### Trama
In vista delle prossime elezioni, Claire è chiamata ad affrontare Duane Bailey in un dibattito pubblico. Marito e figli cercano di prepararla al meglio, provando a farle mettere in ombra alcuni aspetti che possono farla risultare meno piacevole al pubblico, tuttavia l'avversario riesce a spostare l'attenzione sulla sua vita privata, rendendo pubblica l'imbarazzante situazione in cui si era trovato Phil in occasione dell'ultima festa di San Valentino. Claire e il marito non riusciranno a gestire la cosa, finendo per ritrovarsi in un video virale su Youtube. Nel frattempo, mentre si stanno preparando per andare ad un matrimonio, Mitchell e Cameron cercano di evitare che Lily ripeta in pubblico una parolaccia. Tentativo che risulterà inutile. Jay e Gloria, intanto, notano uno strano comportamento del cane Stella, arrivando a pensare che voglia suicidarsi. In realtà il cane si continuava a gettare nella piscina, pur non sapendo nuotare, nel tentativo di recuperare una salsiccia di gomma.
- Guest star: David Cross (Duane Bailey).

## Gelosie
- Titolo originale: Me? Jealous?
- Diretto da: Michael Spiller
- Scritto da: Ben Karlin

### Trama

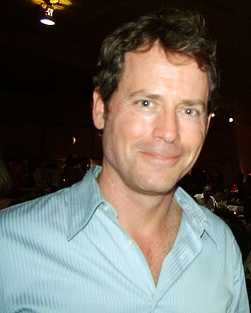
Greg Kinnear interpreta Ted

Phil invita a cena un nuovo potenziale ricco cliente, Ted; la cena trascorre bene, ma al momento di andarsene bacia Claire sulla bocca. Phil minimizza l'accaduto, ma dopo che la cosa si ripete dopo un nuovo incontro, la moglie è convinta che l'uomo ci stia provando con lei. Quando sono loro ospiti a casa di Ted, scoprono che l'uomo ha l'abitudine di salutare le persone in tal modo, probabilmente tratta da qualche tradizione estera; tuttavia alla fine la gelosia emergerà comunque da Phil dopo che Claire ride ad una sua battuta. Mitchell e Cameron, intanto, si trasferiscono a casa di Jay mentre la loro abitazione viene disinfestata. Jay avrà l'occasione di incontrare un cliente del figlio, Booker Bell, che era il suo comico radiofonico preferito; mentre Cam inizialmente si ritroverà in contrasto con Gloria: il primo è geloso delle abilità materne di Gloria nei confronti di Lily, mentre la seconda ammette che Cam ha una migliore predisposizione per le faccende domestiche. Intanto Haley e Alex per gioco travestono da donna Luke.
- Guest star: Greg Kinnear (Tad), Phil Hendrie (Booker Bell).

## La madre surrogata
- Titolo originale: Aunt Mommy
- Diretto da: Michael Spiller
- Scritto da: Abraham Higginbotham e Dan O'Shannon

### Trama
Mentre Jay prova a far passare più tempo a Manny con bambini della sua età e meno con sua madre, Phil e Claire invitano Mitchell e Cameron a cena dopo che il primo è riuscito a vendere una casa ad una loro coppia di amici. Tale coppia è un po' invidiata da Mitchell e Cam, in quanto hanno adottato in poco tempo un bambino utilizzando una madre surrogata. Durante la cena ne parlano con Phil e Claire, e, dopo aver bevuto un po' troppo, Claire propone di donare i suoi ovuli per un'eventuale surrogazione di maternità da effettuare con il seme di Cam. Il giorno dopo entrambe le coppie sono imbarazzate per l'accaduto, con il solo Cam che conserva un po' di entusiasmo per la cosa. Dopo aver riaffrontato l'argomento a mente lucida, senza però riuscire a tenerlo nascosto al resto della famiglia, Mitchell e Claire si troveranno subito d'accordo nel ritenere la surrogazione proposta una cattiva idea.
- Guest star: Colin Hanlon (Steven).

## Segreti di famiglia
- Titolo originale: Virgin Territory
- Diretto da: Jason Winer
- Scritto da: Elaine Ko

### Trama
L'intera famiglia è riunita a casa di Claire per un brunch. Durante una conversazione su alcuni avvenimenti dell'infanzia di Claire e Mitchell, quest'ultimo confessa al padre che quando erano andati insieme a giocare a golf, aveva calciato la sua pallina in buca facendogli erroneamente credere di aver fatto buca con un solo colpo. Jay, anche se a molti anni di distanza, è sconvolto dall'apprendere ciò, poiché grazie a quell'episodio i suoi amici lo rispettavano di più, aveva iniziato a farsi chiamare "ace" e aveva fatto incidere una targhetta celebrativa. Poco dopo, Cam scivola cadendo in una trappola che Manny e Luke avevano preparato per Lily, gelosi delle attenzioni che la bambina riceveva da tutti, e coglie l'occasione di farsi lasciare solo a casa di Claire per cercare un contenitore per alimenti che a suo dire le aveva prestato senza vederlo restituire. Luke, intanto, aiuta Manny a fare colpo su un'altra bambina facendogli guidare la macchina dello zio Cam, mentre Phil si reca con le figlie al centro commerciale, occasione in cui dovranno far riparare una costosa bambola di Lily che Cam aveva danneggiato scivolando. Durante il viaggio, anche Phil viene sconvolto da un segreto familiare: Haley ha perso la verginità con Dylan, cosa che la moglie e la sorella già sapevano da mesi e avevano tentato di tenergli nascosto.
- Guest star: Ernie Hudson (Miles), Will Greenberg (dott. Goodall), Jack Laufer (Frank), Marc Vann (Stan).

## Un giorno speciale
- Titolo originale: Leap Day
- Diretto da: Gail Mancuso
- Scritto da: Danny Zuker

### Trama

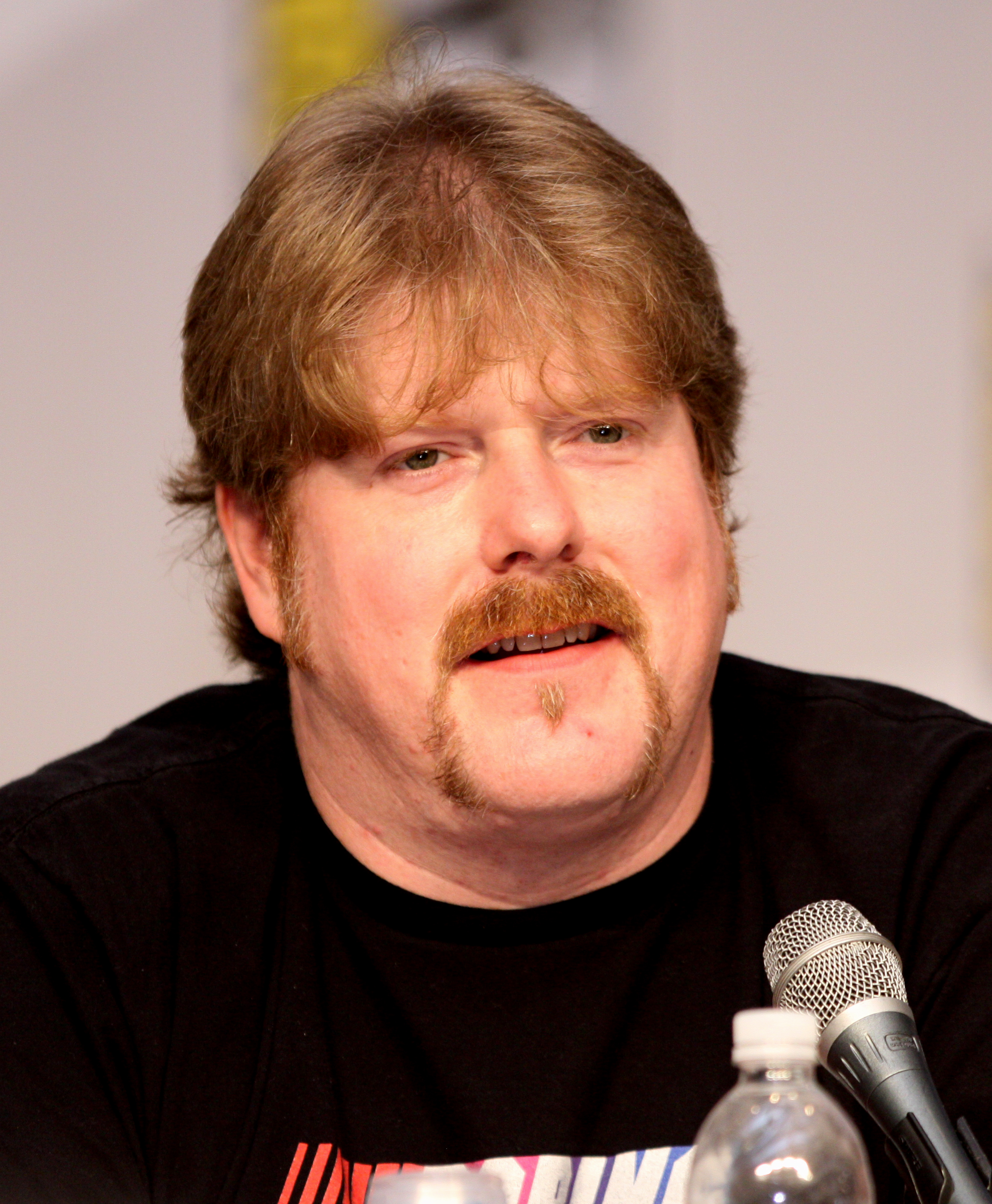
John DiMaggio interpreta il capitano della barca

È il 29 febbraio, giorno che i Dunphy amano sempre festeggiare come fosse un evento speciale. Quest'anno, coinvolgendo anche Manny, hanno pianificato di trascorrere la giornata in un luna park dove hanno in programma di prendere anche lezioni da trapezisti; tuttavia il piano salta quando Phil si accorge che la moglie e le due figlie sono entrate contemporaneamente nel loro ciclo mestruale. Nel frattempo, Gloria cerca di fare in modo che il marito dimostri più virilità, mentre Mitchell è impegnato nell'organizzare la festa di compleanno del compagno, che Cam festeggia solo ogni quattro anni. Mitchell prepara una grande festa a sorpresa usando come tema il film preferito di Cam, Il mago di Oz. Tuttavia, quando mancano poche ore alla celebrazione, Mitchell si ricorda che la famiglia del compagno è ancora sconvolta da un tornado, elemento che sarebbe stato ricreato nella festa, quindi decide di annullare tutto quanto aveva preparato e spostare la festa su una barca noleggiata. La barca si rivelerà piccola per ospitare tutti gli invitati e, dopo che Gloria e Jay litigano con il capitano, la comitiva si sposta ad un luna park. Phil avrà quindi modo di usare il trapezio come aveva sperato di fare all'inizio della giornata, mentre Cam sarà comunque felice poiché avrà modo di esibire il bambino che è in lui, abbandonando il disagio che gli aveva provocato la consapevolezza di aver raggiunto il 40º anno di età.
- Guest star: Kali Rocha (party planner), John DiMaggio (capitano della barca).

## Amici di Facebook
- Titolo originale: Send Out the Clowns
- Diretto da: Steven Levitan
- Scritto da: Steven Levitan, Jeffrey Richman e Bill Wrubel

### Trama
Claire chiede l'amicizia di Alex e Haley su Facebook, ma entrambe si rifiutano di accettarla per evitare di essere messe in imbarazzo e, nel caso della figlia maggiore, affinché non veda le foto delle feste a cui partecipa. Tuttavia sarà la stessa Claire a ritrovarsi imbarazzata quando un suo vecchio compagno di scuola posta una sua foto compromettente.
Phil è pronto ad ottenere uno degli incarichi più importanti della sua carriera, facendosi assumere da un importante potenziale coppia di clienti, tuttavia viene preceduto da una sua rivale, Mitzi Roth, che riesce a sottrargli il lavoro facendo credere che Phil non sia affidabile. Alla fine però Phil, con l'aiuto di Luke, riesce a far esprimere a Mitzi la parte buona del suo carattere, raggirandola in modo che gli ceda l'incarico. Cameron è impegnato ad un funerale di un clown che era stato suo mentore. Nell'occasione incontra Lewis, un uomo con cui formava una coppia di pagliacci che si esibiva alle feste per bambini, che lo convince a ricostituire temporaneamente la coppia. Manny intanto si guadagna l'amicizia di un ragazzo popolare, che in realtà è interessato a lui solo poiché è attratto dalla madre. Allo stesso tempo, anche Manny era entusiasta di diventare suo amico solo per conoscere meglio sua sorella.
- Guest star: Ellen Barkin (Mitzi Roth), Bobby Cannavale (Lewis).

## Campagna elettorale
- Titolo originale: Election Day
- Diretto da: Bryan Cranston
- Scritto da: Ben Karlin

### Trama

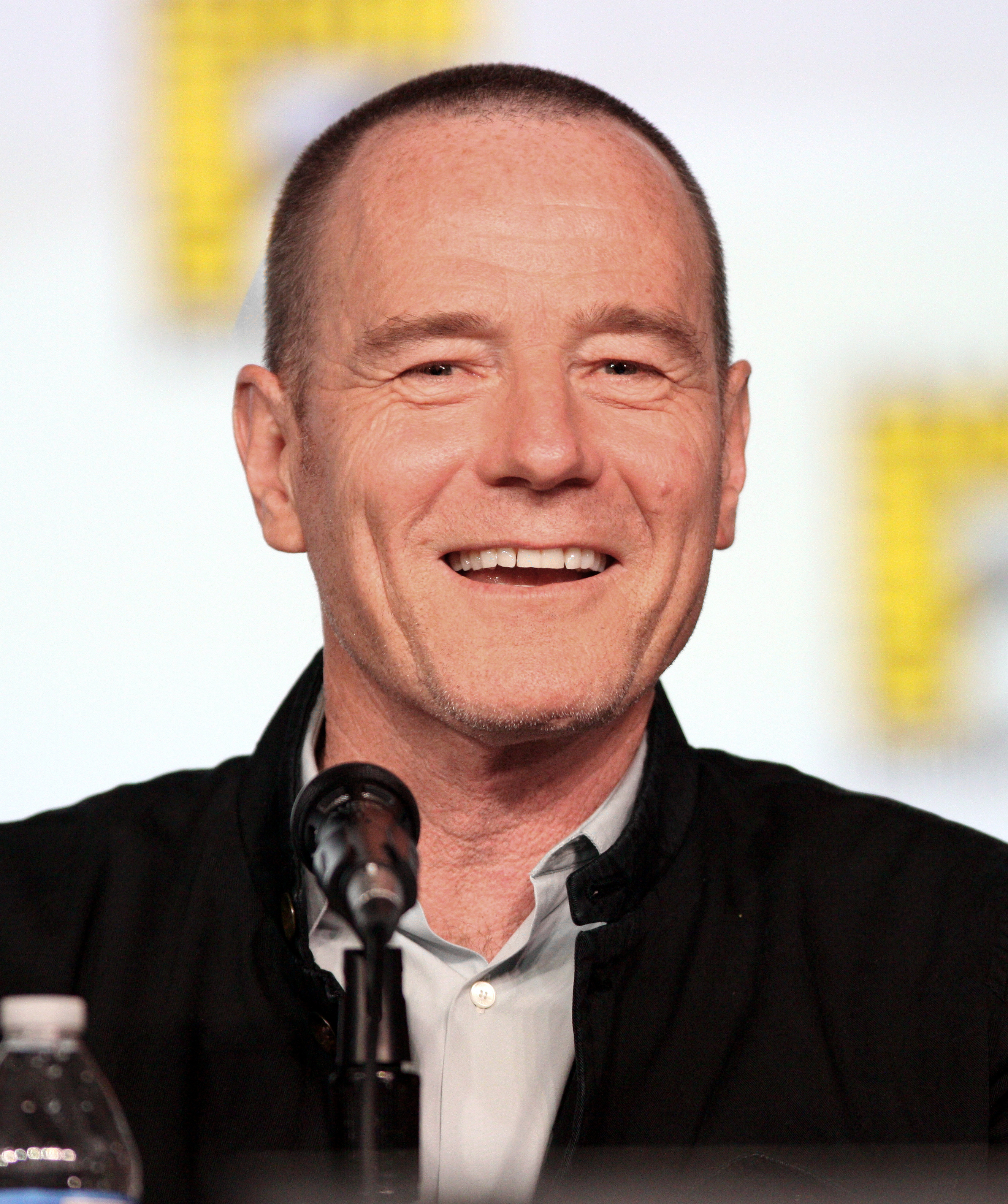
Bryan Cranston è il regista del 19º episodio

È il giorno delle elezioni e tutta la famiglia prova ad aiutare Claire a venire eletta, tuttavia nessuno sarà molto fortunato. Gloria e i bambini provano a convincere telefonicamente potenziali elettori, ma non avranno molto successo; Mitchell e Cameron vanno in giro in auto con un megafono, ma finiranno con l'usarlo più per altro che per sponsorizzare Claire; Jay incontra al seggio una donna che aveva frequentato dopo aver divorziato e che è ancora arrabbiata con lui, pertanto alla fine non è sicuro nemmeno di essere riuscito a votare; Phil aveva in programma di accompagnare alle urne molti anziani che vivono nel suo quartiere, ma finirà col passare tutto il giorno insieme a Walt; Claire, che alla fine non sarà eletta, perde una capsula dentaria davanti a un giornalista, per poi essere ospite ad una trasmissione radiofonica senza riuscire a parlare normalmente. Tuttavia non mancheranno buone notizie: Haley riesce a venir messa in lista d'attesa in almeno un college e il giorno seguente Claire scoprirà che il consigliere Bailey ha finalmente acconsentito all'installazione del segnale di stop che l'aveva spinta ad intraprendere l'esperienza politica.
- Guest star: Philip Baker Hall (Walt), Stephanie Faracy (Dottie), Melinda Page Hamilton (Sandy), Frank Wood (giornalista), John Vickery (Cecil Van Gundy), Margaret Welsh (Laurie).

## Addio Walt
- Titolo originale: The Last Walt
- Diretto da: Michael Spiller
- Scritto da: Dan O'Shannon, Paul Corrigan e Brad Walsh

### Trama
Walt, l'anziano vicino dei Dunphy che aveva sviluppato un'amicizia con Luke, muore. Quando Phil e Claire lo comunicano al figlio, la madre non nota particolari reazioni e perciò se ne preoccupa, ma in realtà il bambino ha solo bisogno di più tempo per elaborare la notizia. Nel frattempo, Jay e Gloria sono ospiti a casa di Mitchell, dove è in visita anche il padre di Cam, Merle. Jay e Merle non vanno molto d'accordo, in quanto il secondo tende a trattare Mitchell come la "donna" della coppia, provocando molta irritazione in Jay. I due alla fine avranno comunque modo di chiarirsi e ammettere che entrambi fanno ancora fatica a comprendere completamente il tipo di relazione dei rispettivi figli. Haley convince la madre e Gloria ad ospitare una festa a casa del nonno, trovando il modo di far credere che ci sarebbe stata la supervisione di un adulto. Il supervisore in realtà sarà lo "zio" Manny, che comunque avrà occasione di dimostrare la sua fin troppo eccessiva maturità. Phil, intanto, prova a vivere una giornata memorabile con Alex.
- Guest star: Barry Corbin (Merle Tucker), Stacey Travis (Kim), Malcolm Foster Smith (uomo delle consegne).

## La decappottabile
- Titolo originale: Planes, Trains and Cars
- Diretto da: Michael Spiller
- Scritto da: Paul Corrigan e Brad Walsh

### Trama
Arrivata la scadenza del proprio contratto di leasing, Phil si reca a ritirare una nuova auto con l'amico e vicino di casa Andre. Parlando con quest'ultimo si convince a prendere un'auto sportiva, cosa di cui si pentirà presto, visto che non è adatta alle sue esigenze professionali e familiari. Claire non sembra arrabbiata della scelta, ma decide di essere anche lei meno responsabile e si concede un po' di tempo al mare da sola; dopo aver perso le chiavi sarà raggiunta dal marito e entrambi concorderanno nel ritagliarsi più tempo per loro stessi in futuro. Intanto, Mitchell e Cameron devono affrontare la perdita del pupazzo preferito di Lily, un coniglietto, Jay prova a raggiungere dei vecchi amici a Pebble Beach con moglie e figlio per vantarsi del proprio stile di vita attuale, dato che da ragazzo non era solito avere molto successo.
- Guest star: Kevin Hart (Andre), Eric Edelstein (meccanico).

## Disneyland
- Titolo originale: Disneyland
- Diretto da: James Bagdonas
- Scritto da: Cindy Chupack

### Trama
L'intera famiglia organizza un viaggio ad un parco divertimenti Disneyland. Claire coglie l'occasione di invitare il figlio di un'amica che ritiene possa rappresentare un buon fidanzato per Haley, Ethan. Tuttavia quest'ultimo provocherà più attrazione in Alex che nella sorella, che finisce per imbattersi in Dylan, dipendente del parco divertimenti. Dylan spiega di essere tornato dal Wyoming dopo aver perso il lavoro al ranch e, prima di ripresentarsi da Haley, di cui è ancora innamorato, voleva trovare il tempo per ristabilirsi; i due finiranno quindi per rimettersi insieme. Phil, sia perché sta iniziando ad invecchiare, sia perché potrebbe avere un'influenza, non riesce a divertirsi con Luke come vorrebbe. Nel frattempo Gloria si accorge che l'indossare continuamente tacchi alti potrebbe essere causa della sua irascibilità, mentre Mitchell e Cameron provano ad impedire a Lily di correre e allontanarsi da loro con una sorta di guinzaglio.
- Guest star: Reid Ewing (Dylan), Matt Prokop (Ethan), Sarah Baker (madre dei gemelli).

## Convenienti bugie
- Titolo originale: Tableau Vivant
- Diretto da: Gail Mancuso
- Scritto da: Elaine Ko, Jeffrey Richman e Bill Wrubel

### Trama

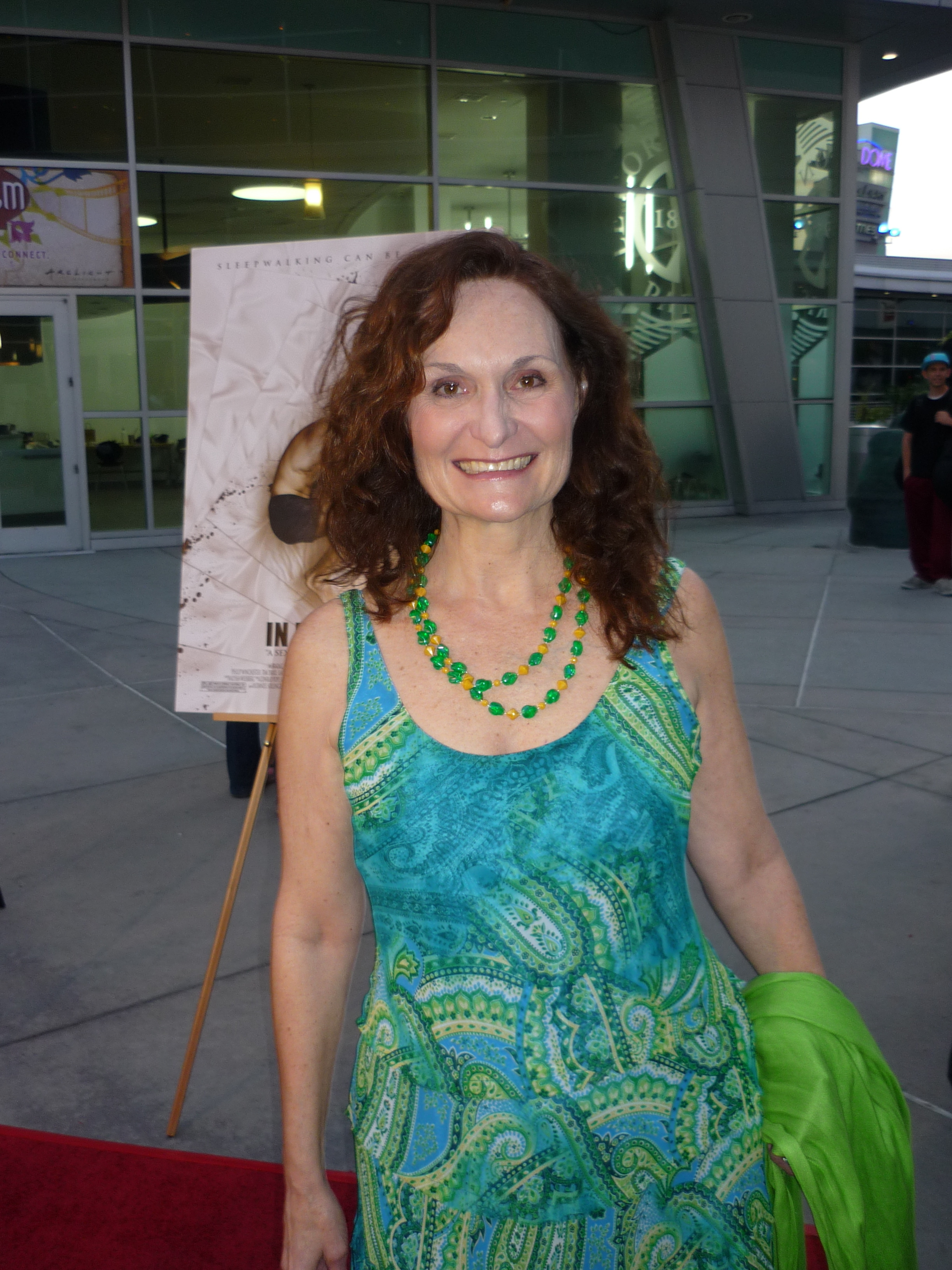
Beth Grant interpreta Maxine

Mentre Phil prova a licenziare Mitchell, che aveva accettato un lavoro temporaneo presso la sua società pensando di fare un favore al cognato, Claire ha occasione di questionare il modo di fare il genitore di Cameron. Luke, intanto, accetta una medaglia per aver spento un principio di incendio, che però lui stesso aveva appiccato, facendo irritare Manny. Gloria diventa invece gelosa di Maxine, la cameriera di un locale dove hanno dato il nome di Jay ad un panino, che ha un buon rapporto affettivo sia con Jay che con il resto della sua famiglia. Tutta la tensione che si accumula tra i membri della famiglia rischia quindi di rovinare un progetto scolastico di Alex, la quale vuole produrre una rappresentazione vivente del dipinto Freedom from Want, di Norman Rockwell.
- Guest star: Beth Grant (Maxine), Matt Roth (Skip Woosnum), John Viener (Matt Keneally).

## Bimbo a bordo
- Titolo originale: Baby on Board
- Diretto da: Steven Levitan
- Scritto da: Abraham Higginbotham

### Trama
Mitchell e Cameron ricevono la chiamata da parte dell'agenzia per le adozioni che tanto aspettavano: una futura madre, di origine latina, li ha scelti per donare loro il bambino, che sta per nascere quello stesso giorno. Dopo aver lasciato Lily con Jay, si recano quindi presso l'ospedale in cui il bambino sta nascendo con Gloria, invitata nel caso si presentasse la necessità di parlare in spagnolo. Arrivati sul posto avranno però un'amara sorpresa; dopo aver assistito a scene degne di una classica telenovela, alla fine il bambino resterà con la sua famiglia d'origine. Sconvolti, Mitchell e Cameron decideranno quindi di mettere per un po' di tempo da parte la ricerca di un nuovo bambino e dedicarsi completamente a Lily, la quale è nel frattempo impegnata in un balletto scolastico che i due si stanno perdendo. Alex, intanto, va al ballo scolastico con un ragazzo probabilmente gay, mentre Haley, dopo aver ottenuto un lavoro, comunica alla madre di voler andare a vivere con Dylan. Phil e Claire provano a far cambiare idea alla figlia, ma alla fine non sarà necessario in quanto Haley scoprirà di essere stata ammessa al college nel quale era rimasta in lista d'attesa. Luke aveva infatti tenuto nascosta la lettera d'ammissione alla sorella per evitare che partisse e ne sentisse quindi la mancanza. Nel finale, Gloria scoprirà di essere incinta.
- Guest star: Reid Ewing (Dylan), Terri Hoyos (Abuela).